# Stachytarpheta angustifolia
Stachytarpheta angustifolia là một loài thực vật có hoa trong họ Cỏ roi ngựa. Loài này được (Mill.) Vahl miêu tả khoa học đầu tiên năm 1804.